# Silverton (Texas)
Silverton è un centro abitato degli Stati Uniti d'America, situato nella contea di Briscoe (di cui è capoluogo) dello Stato del Texas.

## Geografia fisica
Silverton è situata a 34°28′17″N 101°18′17″W (34.471256, -101.304749). Secondo lo United States Census Bureau, ha un'area totale di un miglio quadrato (2,6 km²).

## Società

### Evoluzione demografica
Secondo il censimento del 2000, c'erano 771 persone, 303 nuclei familiari, e 217 famiglie residenti nella città. La densità di popolazione era di 766,4 persone per miglio quadrato (294,7/km²). C'erano 362 unità abitative a una densità media di 359.8/sq mi (138,4/km²). La composizione etnica della città era formata dal 79,51% di bianchi, lo 0,52% di afroamericani, lo 0,78% di nativi americani, il 15,69% di altre razze, e il 3,50% di due o più etnie. Ispanici o latinos di qualunque razza erano il 28,15% della popolazione.
C'erano 303 nuclei familiari di cui il 31,7% avevano figli di età inferiore ai 18 anni, il 60,7% erano coppie sposate conviventi, il 7,6% aveva un capofamiglia femmina senza marito, e il 28,1% erano non-famiglie. Il 26,4% di tutti i nuclei familiari erano individuali e il 16,5% aveva componenti con un'età di 65 anni o più che vivevano da soli. Il numero di componenti medio di un nucleo familiare era di 2,54 e quello di una famiglia era di 3,09.
La popolazione era composta dal 28,7% di persone sotto i 18 anni, il 7,3% di persone dai 18 ai 24 anni, il 22,7% di persone dai 25 ai 44 anni, il 21,1% di persone dai 45 ai 64 anni, e il 20,2% di persone di 65 anni o più. L'età media era di 38 anni. Per ogni 100 femmine c'erano 86,7 maschi. Per ogni 100 femmine dai 18 anni in giù, c'erano 88,4 maschi.
Il reddito medio di un nucleo familiare era di 27.014 dollari, e quello di una famiglia era di 32.308 dollari. I maschi avevano un reddito medio pro capite di 23.750 dollari contro i 16.750 dollari delle femmine. Il reddito medio pro capite era di 13.416 dollari. Circa il 12,1% delle famiglie e il 17,6% della popolazione erano sotto la soglia di povertà, incluso il 29,4% di persone sotto i 18 anni e il 12,3% di persone di 65 anni o più.